# Leptobrama
Leptobrama is een monotypisch geslacht van straalvinnige vissen uit de familie van strandzalmen (Leptobramidae).

## Soort
- Leptobrama muelleri Steindachner, 1878
- Leptobrama pectoralis (Ramsay & Ogilby, 1887)